# Pseudogobius melanostictus
Pseudogobius melanostictus är en fiskart som först beskrevs av Day, 1876.  Pseudogobius melanostictus ingår i släktet Pseudogobius och familjen smörbultsfiskar. Inga underarter finns listade i Catalogue of Life.